# 30032 Kuszmaul
30032 Kuszmaul è un asteroide della fascia principale. Scoperto nel 2000, presenta un'orbita caratterizzata da un semiasse maggiore pari a 2,3892097 UA e da un'eccentricità di 0,1291116, inclinata di 0,50025° rispetto all'eclittica.